# Södra skånska brigaden
Södra skånska brigaden (MekB 7) är en mekaniserad brigad inom svenska armén som har verkat i olika former åren 1943–2000 och återigen från 2022. Förbandsledningen är förlagd i Revinge garnison, Revingehed.

## Historik
Södra skånska brigaden sattes upp 1943, under namnet 7. motorbrigaden (7. motorbrig). Genom försvarsbeslutet 1948 kom brigaden att omorganiseras till en pansarbrigad, då Sveriges samtliga brigader och fältregementen omorganiserades till en ny brigadmodell. Med den nya brigadorganisationen antogs namnet Malmöbrigaden (PB 7).
År 1963 överfördes Södra skånska infanteriregementet (I 7) från infanteriet till pansartrupperna och antog då namnet Södra skånska regementet (P 7). Brigadens namn kvarstod oförändrat.
Inför försvarsbeslutet 1992 föreslog regeringen att krigsorganisationen skulle spegla fredsorganisationen. Därmed föreslogs att brigaden vid Södra skånska regementet skulle avskiljas, och bilda ett självständigt kaderorganiserat krigsförband. Den 1 juli 1994 avskildes brigaden från regementet, och blev ett kaderorganiserat krigsförband inom Södra militärområdet (Milo S). Brigaden antog med det namnet Södra skånska brigaden (MekB 7).
Inför försvarsbeslutet 1996 föreslog regeringen till riksdagen att antalet försvarsområdesstaber skulle reduceras, detta med bland annat hänvisning till den då pågående översynen av länsindelningarna. Där bland annat Malmöhus län och Kristianstads län den 1 januari 1998 bildade Skåne län. För försvarsområdesstaben vid Södra skånska regementet (P 7/Fo 11) innebar förslaget att den skulle avvecklas senast den 31 december 1997. Från den 1 januari 1998 kom regementet att uppgå i Södra skånska brigaden (MekB 7), vilken då antog det nya namnet Södra skånska regementet och Södra skånska brigaden (MekB 7).
Inför försvarsbeslutet 2000 hade regeringen vägt Skånska dragonregementet (P 2/Fo 14) och Skånska dragonbrigaden (MekB 8) mot Södra skånska regementet och Södra skånska brigaden (MekB 7). Regeringen gjorde bedömningen att MekB 7 hade mekaniserad kapacitet och tillgång till goda övnings- och skjutfält. Vidare ansågs MekB 7 vara en av de enheter som hade de bästa förutsättningarna att genomföra manöverstrid med mekaniserade förband på eget övningsfält. Gällande MekB 8 bedömde regeringen att det fanns en mekaniserad kapacitet och en bra infrastruktur, men att brigaden samtidigt hade begränsningar avseende det egna övningsfältets kapacitet och möjligheter till manöverstrid. Och då Wendes artilleriregemente skulle avvecklas och inte utgöra huvudenhet inom artilleriet, så fanns det inte heller någon möjlighet till garnisonssamordning i Hässleholm. Regeringen bedömde i sin proposition att MekB 7 hade bättre långsiktiga förutsättningar för utbildning av mekaniserade förband. Och att Skånska dragonregementet (P 2/Fo 14) och Skånska dragonbrigaden (MekB 8) skulle avvecklas. Genom försvarsbeslutet 2000 kom Södra skånska regementet och Södra skånska brigaden (MekB 7) från den 1 juli 2000 att anta namnet Södra skånska regementet (P 7).
Inför försvarsbeslutet 2020 föreslog regeringen för riksdagen att de två dåvarande brigadstrukturerna skulle omorganisera till två mekaniserade brigader, samt att påbörja organiseringen av en tredje mekaniserad brigad. De mekaniserade brigaderna och den förstärkta mekaniserade bataljonen på Gotland föreslogs av regeringen att organiseras utgående från tillgången på stridsvagnar och stridsfordon. Samtliga mekaniserade bataljoner föreslogs även ges en tillräcklig förmåga till indirekt eldunderstöd. Den 26 februari 2021 presenterade Försvarsmakten sitt budgetunderlag för 2022, där Försvarsmakten redovisade sin planering, förberedelser och verksamhet i syfte att verkställa det av riksdagen antagna försvarsbeslutet. Bland annat skulle krigsorganisationen utvecklas successivt mot tre brigader, en reducerad brigad samt en stridsgrupp. För Södra skånska regementet innebar det att man från 2022 fick i uppdrag att bilda och organisera en tredje brigad. Därmed återaktiverades Södra skånska brigaden (MekB 7), vilken skulle vara helt färdigställd perioden 2026–2030.

## Verksamhet
När brigaden åren 1949–1951 omorganiserades till en pansarbrigad, organiserades den efter typförbandet Pansarbrigad 49. År 1958 gick den i Pansarbrigad 58. Under åren 1949–1963 kom brigaden pansarförband att utbildas av Skånska dragonregementet (P 2), medan Södra skånska infanteriregementet (I 7) stod för utbildningen av pansarinfanteri till Malmöbrigaden. Under de åren stod även Södra skånska infanteriregementet för pansarinfanteri även till Göingebrigaden (PB 8). År 1963 gick brigaden in i pansarbrigad 63, vilket bland annat medförde att Södra skånska regementet stod för hela utbildningen av brigaden.
Från utbildningsåret 1964/1965 kom hela brigaden att utbildas vid regementet. Brigadens olika delar kom dock att fördelas mellan två orter, Ystad och Revingehed. I Ystad, där även regementsstaben var förlagd, utbildades de hjulfordonsbaserade förbanden, medan Revingehed utbildade stridsfordonsförbanden. I Revingehed bestod utbildningsorganisationen i regel av två pansarskyttekompanier, ett stridsfordonskompani och delar av pansartrosskompaniet. I Ystad bestod utbildningsorganisationen av Livkompaniet (befälsutbildningskompani), pansarvärnskompaniet, pansarbataljonsstabskompaniet och delar av pansartrosskompaniet.
I samband med att brigaden avskiljdes från regementet, blev den stora skillnaden att chefen för brigaden nu var helt ansvarig för utbildningen och produktion av förband till brigaden. Från utbildningsåret 1994/1995 kom brigaden att organiseras som en mekaniserad brigad. Den stora skillnaden låg i att en pansarbrigad bestod av 72 stridsvagnar, medan en mekaniserad brigad bestod av 60 stridsvagnar. Brigadens huvudsystem var stridsvagn 121 och pansarbandvagn 302. I samband med försvarsbeslutet 2000 upplöstes huvuddelen av brigaden, för istället omorganiseras till ett utbildningsförband under namnet Södra skånska regementet. Brigadens mekaniserade bataljoner kom åren 2000–2004 ingå i 1. Mekaniserade divisionen.
När brigaden åter aktiverades 2022, så kom dess huvudbeväpning att utgöras av befintlig materiel ur materielreserven. Vidare planerades för en modifiering av stridsfordon och stridsvagnar, i huvudsak för att öka eldkraft och skydd. Brigaden ingår och är en del av 1. Divisionen.
| 1994–2000 - 7. brigadstaben - 7. brigadledningskomapniet - 7. mekaniserade spaningskompaniet - 71. mekaniserade bataljonen - 72. mekaniserade bataljonen - 73. mekaniserade bataljonen - 7. mekaniserade pansarvärnsbataljonen - 7. mekaniserade luftvärnsbataljonen - 7. mekaniserade underhållsbataljonen - 7. mekaniserade pionjärbataljonen - 7. mekaniserade haubitsbataljonen | 2022– - 7. brigadstaben - 7. brigadledningskompaniet - 7. brigadspaningskompaniet - 7. brigadsambandskompaniet - 7. brigadluftvärnskompaniet - 71. motoriserade skyttebataljonen - 71. motoriserade skyttebataljonen - 72. mekaniserade bataljonen - 73. mekaniserade bataljonen - 7. brigadunderhållsbataljonen - 7. brigadingenjörbataljonen - 7. brigadartilleribataljonen - 7. stridsvagnstransportkompaniet |

### Internationell verksamhet
År 1995 bidrog brigaden med ett 7. pansarskyttekompaniet till BA 04, vilken brigaden även leddes av Södra skånska brigaden. BA 04 var den fjärde bataljonen av de så kallade bosnienbataljonenerna. Våren och sommaren 2000 kom brigaden även att ansvara för rekrytering och utbildning till KS 03, vilken var den tredje svenska bataljonen i Kosovo. Dock kom ansvaret för bataljonen att ledas av Södra skånska regementet, då brigaden upplöstes den 30 juni 2000.

## Heraldik och traditioner
Åren 1949–1957 hade brigaden en systerbrigad, Skånebrigaden (IB 37), vilken dock överfördes 1957 till Norra skånska infanteriregementet (I 6). Genom försvarsbeslutet 1996 upplöstes och avvecklades Skånska luftvärnskåren (Lv 4) och dess traditioner kom från den 1 januari 1998 att föras över och förvaltas av Södra skånska regementet och Södra skånska brigaden. Brigaden och Södra skånska regementet delade fana, och då Södra skånska regementet avvecklades övertogs fanan av brigaden.
Vid regementet instiftades 1913 Södra skånska regementets (P 7) förtjänstmedalj i guld/silver/brons (SSkånregGM/SM/BM), vilken mellan åren 1976–1987 benämndes Södra skånska regementets och Malmö försvarsområdes förtjänstmedalj i guld, och åren 1987–1999 för Södra skånska regementets och Södra skånska brigadens förtjänstmedalj.

## Förbandschefer
Brigadchefer åren 1949–2000.

- 1949–198?: ???
- 198?–1990: Överste Stig Edgren
- 1990–1991: Överstelöjtnant m.s.t. Gunnar Magnusson
- 1991–1994: Överste Mats Welff
- 1994–1998: Överste Göran Arlefalk
- 1998–2000: Överste Leif Nilsson
- 2000–2021: Ej aktiv
- 2022–2025: Överste Lennart Widerström [f]
- 2025–20xx: Överste Annelie Olausson [g]

## Namn, beteckning och förläggningsort
| 7. motorbrigaden                                    | 1943-??-?? | – | 1949-09-30 |
| Malmöbrigaden                                       | 1949-10-01 | – | 1994-06-30 |
| Södra skånska brigaden                              | 1994-07-01 | – | 1997-12-31 |
| Södra skånska regementet och Södra skånska brigaden | 1998-01-01 | – | 2000-06-30 |
| Södra skånska brigaden                              | 2022-01-01 | – |            |

| 7. motorbrig | 1943-??-?? | – | 1949-09-30 |
| PB 7         | 1949-10-01 | – | 1994-06-30 |
| MekB 7       | 1994-07-01 | – | 2000-06-30 |
| MekB 7       | 2022-01-01 | – |            |

| Ystads garnison (F)       | 1943-??-?? | – | 1982-05-26 |
| Revinge garnison (F)      | 1982-06-10 | – | 2000-06-30 |
| Revingeheds skjutfält (Ö) | 1943-??-?? | – | 2000-06-30 |
| Kabusa skjutfält (Ö)      | 1943-??-?? | – | 2000-06-30 |
| Revinge garnison (F)      | 2022-01-01 | – |            |